# Vaisseau archipel
Le Vaisseau archipel, hommage à Galilée, conçu par Jean-Marc Becker, est une sculpture de 40 mètres de haut, se trouvant dans le parc de Près-la-Rose à Montbéliard. Il domine le jardin et constitue la plus grande méridienne d'Europe.

## Les flèches du temps solaire
Cette sculpture est le support de divers cadrans solaires et d’une méridienne géante ; elle abrite également une collection d’instruments originaux. Elle peut être considérée comme l’une des plus grandes structures dédiées à la mesure du temps solaire. Sa hauteur totale est de 35 mètres.
Un globe de 4 mètres de diamètre est positionné avec son axe parallèle à celui de la Terre. Il occupe par rapport au soleil la même position que la Terre à midi (heure solaire locale de Montbéliard). Grâce à ce positionnement, chaque disque à la surface du globe indique le midi local au point du monde où il est placé. Pour cela, il faut que son ombre soit réduite à une ligne.
Sur le scaphé surplombant l’Allan est tracée une méridienne géante qui indique le midi vrai en fonction de la date.
Elle indique également la position des constellations qui entourent l’écliptique et la position historique des zodiaques. Elle fonctionne avec un point lumineux produit par une lentille fixée entre les quatre piliers. Ce point lumineux arrive sur scaphe entre 11 h 55 et 12 h 25 (heure de la montre) en hiver et entre 13 h 5 et 13 h 20 en été. Il en ressort environ 50 min plus tard.

## Midi vrai, midi moyen, équation du temps
Le Vaisseau archipel permet d'observer le passage du soleil au plus haut dans le ciel (au méridien). Ce grand scaphé placé au-dessus de l’Allan est une portion de sphère de 6 mètres de large et de 20 mètres de hauteur. Une lentille occupe le centre de cette sphère virtuelle de 24 mètres de rayon. Elle est située entre les quatre poutres, au-dessus de nos têtes. Elle projette un point lumineux sur la table de la méridienne. Ce point lumineux traverse la ligne méridienne au midi solaire (midi vrai), arc de cercle centré dans le plan vertical de la table. Il traverse aussi un tracé appelé « courbe en huit » qui va donner le midi moyen.
Le tracé de la courbe en huit entourant la ligne du midi vrai est très utilisé sur les cadrans solaires situés sur des bâtiments publics depuis le XVIIIe siècle pour régler sa montre. Il se retrouve aussi sur des « méridiennes de temps moyen ».
Cette courbe en huit correspond aux valeurs de l’équation du temps. Le point lumineux met une année pour parcourir sa hauteur. Les valeurs de l’équation du temps varient lentement chaque jour. Elles sont la conséquence de la trajectoire elliptique de la révolution de la Terre autour du Soleil et de l’inclinaison du plan de l’écliptique par rapport à l’axe de la Terre.
Plus simplement : vu de la Terre, le Soleil semble ne pas avoir une vitesse constante dans le ciel au cours de l’année et l’équation du temps permet de comperiser ces écarts pour passer de l’heure solaire à une heure moyenne comme celle de la montre. Le midi indiqué par cette courbe en huit est le midi solaire moyen de Montbéliard. On l’observe lorsque le point lumineux croise la ligne en huit sur coté qui correspond à la date du jour de lecture.
Le décalage que l’on observe alors avec l’heure de la montre est constant. Il est lié à l’écart de longitude entre le méridien de Greenwich et celui de Montbéliard. Sa valeur est de 27 min en heure d’hiver et 1 h 27 min en heure d’été.

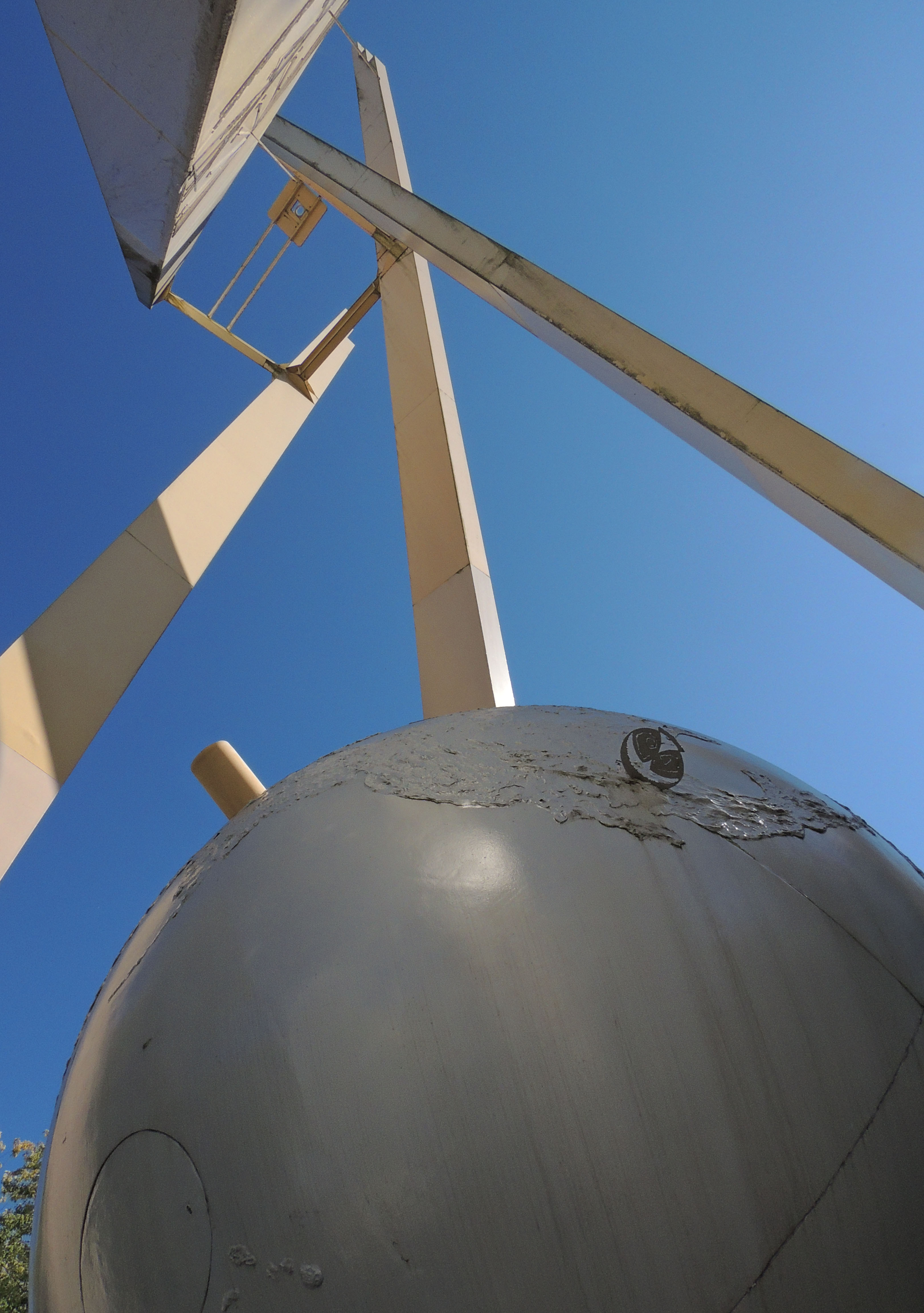
Sphère du Vaisseau archipel.

## Autre
Au fronton, un rébus d’après une phrase d’Henri Bergson (L'Évolution créatrice), joue le rôle de maxime comme on en trouve traditionnellement sur les cadrans solaires :

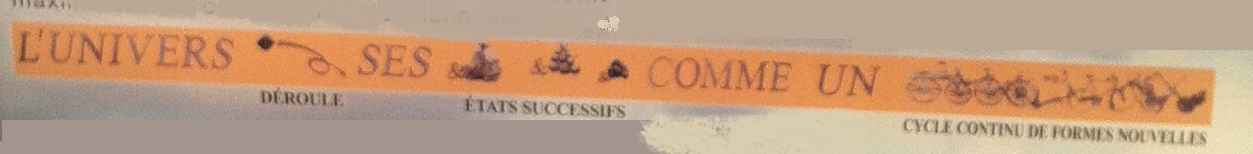
Un rébus d’après une phrase d’Henri Bergson.

« L'univers déroule ses états successifs comme un cycle continu de formes nouvelles. »